# Shameful Behavior?

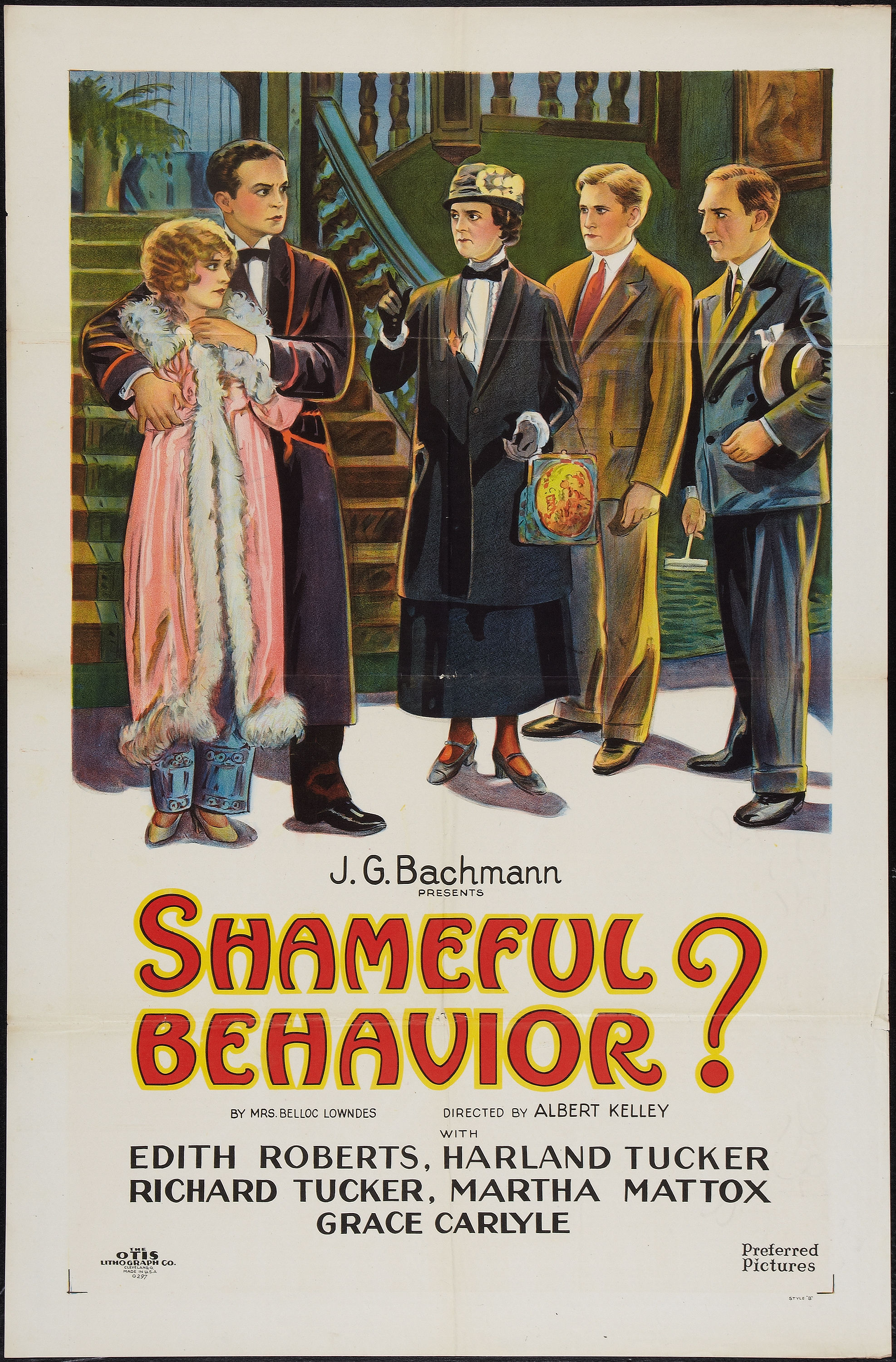
Affiche du film.

Shameful Behavior? est un film américain réalisé par Albert H. Kelley, sorti en 1926.

## Fiche technique
- Réalisation : Albert H. Kelley
- Scénario : Douglas Bronston, George Scarborough d'après l'histoire courte de 1910 Shameful Behavior? de Marie Belloc Lowndes[1],[2]
- Producteur : J. G. Bachmann (en)
- Photographie : Nicholas Musuraca
- Production : B. P. Schulberg Productions
- Genre : Comédie romantique
- Distributeur : Preferred Pictures
- Durée : 60 minutes
- Date de sortie : 1er octobre 1926

## Distribution
- Edith Roberts : Daphne Carrol
- Richard Tucker : Jack Lee
- Martha Mattox : Mrs. Calhoun
- Harland Tucker : Custis Lee
- Grace Carlyle : Joan Lee
- Louise Carver : Sally Long
- Hayes E. Robertson : The Butler